# Heinrich Julius van Hannover

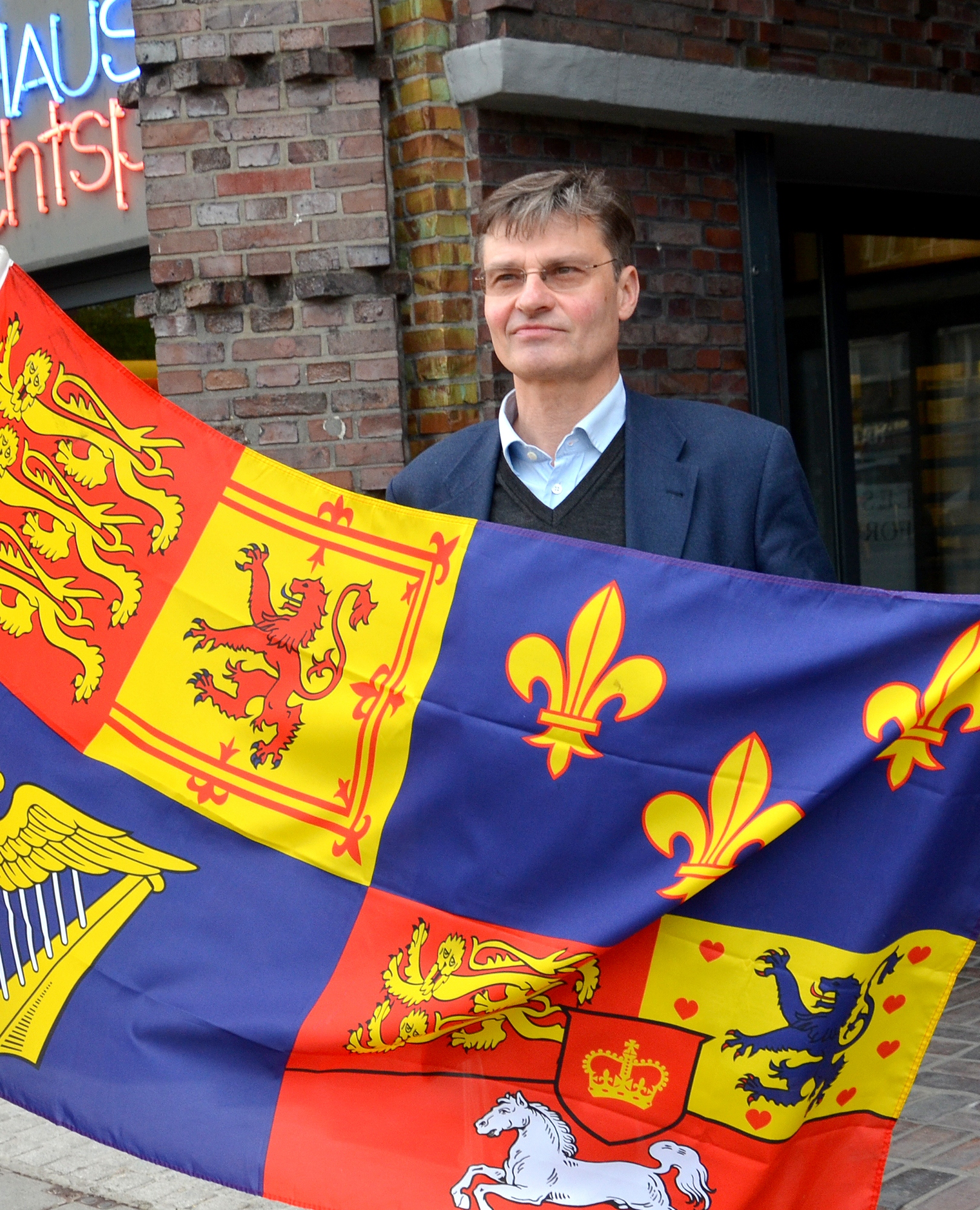
Prinz von Hannover met de vlag van de stamvader George I van Groot-Brittannië

Heinrich Julius Christian Otto Friedrich Franz Anton Günter Prinz van Hannover, Prins van Brunswijk (Hannover, 29 april 1961) is een lid van het huis Hannover. 

## Levensloop
Hij is de jongste zoon van Ernst August IV van Brunswijk en diens eerste vrouw Ortrud van Sleeswijk-Holstein-Sonderburg-Glücksburg en een jongere broer van prins Ernst August, de man van prinses Caroline van Monaco, en van Lodewijk Rudolf van Hannover.

## Beroepsactiviteiten
Hij behaalde de graad van Magister philosophiae in de sportwetenschappen en stichtte de uitgeverij MatrixMedia Verlag in Göttingen. Deze uitgeverij, die zijn eigendom is en die hij leidt, specialiseert zich in de geschiedenis van Nedersaksen (koninkrijk Hannover en Hertogdom Brunswijk) en verder in de geschiedenis van de Welfen en in algemene geschiedenis. Hij draagt zelf ook bij tot het fonds van de uitgeverij, door zijn publicaties als historicus. Hij is ook verantwoordelijk voor de webstek die hij heeft opgericht onder de naam 'Welfen.de'.

## Familie
Hij had een korte relatie met de Duitse cabaretière Désirée Nick, uit welke verhouding een zoon werd geboren:
- Oscar Julius Heinrich Ferdinand Nick (*1996).

In 1999 trouwde hij met Thyra Sixtina Donata von Westernhagen (1973). Uit dit huwelijk werden drie kinderen geboren:
- Albert Thilo Ludwig Arndt van Hannover (*1999)
- Eugenia Friederike van Hannover (*2001)
- Julius Eduard Emanuel van Hannover (*2006).

## Publicaties
- Heinrich HANNOVER, Hannover zwischen den Mächten Europas 1633-1918: Eine Dokumentation zur Geschichte Niedersachsens, Göttingen, Matrix Verlag, 1996, ISBN 3-932313-02-X.

## Werken
Bij zijn uitgeverij verschenen onder meer: 
- Bertram MEINDERT, Georg II. König und Kurfürst, Göttingen, Matrix Verlag, 2003, ISBN 3-932313-07-0.
- Leonid LEWIN, Macht Intrigen und Verbannung - Welfen und Romanows am Zarenhof, Göttingen, Matrix Verlag, 2002, ISBN 3-932313-05-4.
- Waldemar RÖHRBEIN & Eckhart SCHRADER, Welfisches Hannover, Göttingen, Matrix Verlag, 2004, ISBN 3-932313-11-9.
- Elisabeth E. KWAB & Anna E. RÖHRICH, Frauen vom Hof der Welfen, Göttingen, Matrix Verlag, 2008, ISBN 3-932313-17-8.
- Ernst-August NEBIG, Elisabeth Herzogin von Calenberg. Regentin, Reformatorin, Schriftstellerin, Göttingen Matrix Verlag, 2006, ISBN 3-932313-18-6.
- Günther FOCKE & Oliver KUMPF-WILKE, Nicht im Auftrag Ihrer Majestät, Göttingen, Matrix Verlag, 2006, 200ISBN 3-932313-16-X.
- Peter STECKHAN, Welfenbericht, Das älteste Fürstenhaus Europas im Foto und Film, Göttingen, Matrix Verlag, 2008, ISBN 3-932313-10-0.
- Heinz SCHIESSER, Die Welfen am Traunsee. 130 Jahre Schloss Cumberland, Göttingen, Matrix Verlag, 2017, ISBN 978-3-946891-02-4.

- Gemeinsame Normdatei: 115869689
- International Standard Name Identifier: 0000 0000 1034 6866
- Library of Congress Control Number: n2013069337
- Virtual International Authority File: 59824411
- WorldCat: E39PBJjHhdd4dY7bK7Vx3wfH4q